# Präkonzept
Präkonzept, auch vorunterrichtliche Vorstellungen bzw. Schülervorstellungen, sind eine besondere Form von Alltagstheorien, nämlich Konzepte, die ein Lernender (z. B. Schüler, Student) zu einem Phänomen besitzt, bevor dieses mit einer wissenschaftsanalogen Methode (z. B. im Unterricht) überprüft und ggf. in Richtung eines fachwissenschaftlich korrekten Konzepts verändert wurde. Ähnliche oder gar weitgehend als synonym angesehen(e) Bezeichnungen sind Schülervorstellungen oder Alltagsvorstellungen. Relevant sind sie z. B. für systematische Lernschwierigkeiten, verwandt sind Begriffe wie Subjektive Theorien und Deutungsmuster oder im Fall von fehlerhaften Präkonzepten auch Fehlkonzepte (Fehlvorstellungen, Misconceptions).
Präkonzepte sind jedoch nicht auf Kinder beschränkt. Sie kommen dort vor, wo Menschen auf subjektiv gesehen neue Phänomene treffen, für die sie eine persönliche Erklärung entwickeln, obwohl eine anderslautende wissenschaftliche Erkenntnis dazu bereits existiert. Präkonzepte resultieren demnach – im Unterschied zu Hypothesen – aus einem individuellen Mangel gesicherten Wissens.

## Problematik
„Der wichtigste Faktor, der das Lernen beeinflusst, ist, was der Lernende schon weiß…“ d. h., dass Lernen auf bereits Gelerntem aufbaut und es somit ein zentraler Punkt des Unterrichts ist, relevantes Vorwissen zu aktivieren und den Lernstoff in sinnvoller Weise darauf zu beziehen. Beziehungen zwischen Wissensinhalten herzustellen und dabei an bereits vorhandenes Wissen anzuknüpfen deckt sich mit Ansätzen der konstruktivistischen Didaktik und der Lehr-Lernforschung: „Wissenserwerb ist nicht das Ergebnis eines passiven Einspeicherns oder Einschleifens von Wissen und Fertigkeiten, sondern die aktive (Neu-)Konstruktion und Erweiterung bestehender, stets vorläufiger Wissensstrukturen.“
Gerade Lehrende der Naturwissenschaften sehen sich häufig mit dem Problem konfrontiert, dass in den Unterricht mitgebrachte Alltagsvorstellungen bzw. Präkonzepte die Lernenden in die Irre führen und sich erstaunlich resistent gegenüber wissenschaftlicher Belehrung erweisen. Da die meist fehler- oder lückenhaften „Selbsterklärungen“ für den Betroffenen selbst ausreichend plausibel erscheinen und sich dazu oft über einen längeren Zeitraum subjektiv bewährt haben, sind sie nur sehr schwer durch neue Konzepte zu ersetzen, selbst wenn diese den korrekten Sachverhalt beschreiben. Gerade Schüler machen unbewusst einen großen Unterschied zwischen der Schule („wo ich für gute Noten machen muss, was von mir erwartet wird“) und der „wirklichen Welt“ (in der sich die vermeintlich realen Dinge abspielen).
So erleben Lehrer oft, dass Schüler einen Sachverhalt scheinbar erfasst und gelernt haben, da sie ihn im Unterricht oder in einer Prüfung/Klassenarbeit korrekt darstellen können, aber bei einem nur leicht veränderten Kontext (Klassenfahrt ins Museum usw.) wieder auf ihr altes (subjektiv bewährtes) Präkonzept zurückgreifen. Dies führt häufig zu Missverständnissen seitens der Lehrkraft, die ihre Schüler dann oft für „lernresistent“, „unverbesserlich“ oder gar für „unbegabt“ und „dumm“ hält.

## Herkunft von Präkonzepten
1. Alltagserfahrungen im Umgang mit Phänomenen wie Bewegung, Wärme, Licht und dergleichen.
2. Alltagssprache
3. Gespräche im Alltag, Lesen von Büchern, Konsumieren von Produkten der Massenmedien
4. Vorangegangener Unterricht
5. Kognitive Fähigkeiten: Grad der durch geistige Reifung oder Lernen entwickelten Fähigkeit in Modellen denken zu können.

Bereits der Schweizer Entwicklungspsychologe Jean Piaget hatte festgestellt, dass kindliches Denken prinzipiell nicht mit wissenschaftlichen Denkstilen vergleichbar ist. Jüngere empirische Untersuchungen, die auf Piagets Forschungen aufbauen, haben gezeigt, dass sich bereits bei Säuglingen das Vorhandensein von Präkonzepten in Form so genannter Naiver Theorien beobachten lässt.

## Didaktische Verfahren
Bei dem Versuch, den Lernenden von seinen Alltagserfahrungen und Erklärungen zur wissenschaftlichen Sichtweise zu geleiten stößt man auf großen Widerstand. Schüler „wollen“ die eigene Sichtweise nicht ändern und lassen ihre eigenen Vorstellungen nicht so schnell los. Ein geschicktes Vorgehen ist notwendig, um die Präkonzepte der Lernenden in wissenschaftlich korrekte Konzepte umzuformen. Diese Schwierigkeiten haben verschiedene Gründe:
- Eine Sichtweise aufzugeben ist nicht leicht. Man hat das Gefühl, etwas verstanden zu haben und muss nun sein Konzept revidieren.
- Die Änderung der Sichtweise hängt nicht nur von der logischen Einsicht, sondern auch von emotionalen Faktoren ab. Der Lernende muss zuerst zugeben, dass die eigene Sichtweise falsch ist, um dann das Richtige lernen zu können. Dies führt auch dazu, dass Schüler den Lehrer vielleicht verstehen, ihm aber nicht glauben wollen.

Versucht der Lehrende nur Wissen an die Schüler zu vermitteln, ohne auf deren Vorstellungen einzugehen, so kann es sein, dass die Schüler eine gute Schulnote bekommen (durch Auswendiglernen), jedoch kein tiefer gehendes Verständnis des Inhalts und eine Verbindung zum bereits vorhandenen Wissen erlangen.

### Konzeptwechsel
Der Weg von den Alltagsvorstellungen (allgemeiner von den vorunterrichtlichen Vorstellungen) zu den wissenschaftlichen Vorstellungen wird heute in der Regel als Konzeptwechsel bzw. Konzeptwandel (Conceptual Change) bezeichnet. Die Ideen der Konzeptwechseltheorie kamen in den frühen Entwicklungen der konstruktivistischen Sichtweisen Anfang der 1980er Jahre auf; ihre Grundgedanken entstammen der Äquilibrationstheorie Piagets. Seither wurde sie in der wissenschaftlichen Diskussion dem sich wandelndem Verständnis von Lernen angepasst, in fachdidaktischer Sicht untersucht und weiterentwickelt. In der neueren Forschung spricht man auch vom Konzeptwandel, da der Terminus „Wechsel“ assoziieren lässt, dass der einfache Austausch eines unpassenden Konzepts durch ein passendes angestrebt würde, was dem konstruktivistischen Grundgedanken widerspräche. Der Begriff Konzeptwechsel bzw. -wandel beschreibt in der aktuelle Lehr- und Lernforschung also, „dass das bereits Erlernte, also die vorunterrichtlichen, kognitiven Strukturen im Rahmen von Lernprozessen umgestaltet werden müssen und dass es keinesfalls mit einer einfachen Erweiterung bestehender kognitiver Netzwerke verstanden werden darf.“ Es haben sich die vier folgenden Bedingungen als entscheidend dafür herausgestellt, ob ein Konzeptwechsel eingeleitet werden kann:
- Die Schüler müssen mit den bisherigen Vorstellungen unzufrieden sein;
- die neue Vorstellung muss ihnen verständlich sein;
- sie muss von vornherein plausibel sein;
- sie muss schließlich fruchtbar sein.[6]

Diese vier Bedingungen sind nur ein wissenschaftlicher Orientierungsrahmen, der schwer in der Praxis umzusetzen ist. Schwierig ist das deshalb, weil die Unzufriedenheit, die eine Voraussetzung ist, erst entsteht, wenn der wissenschaftliche Hintergrund vorhanden ist. Das „Einleuchten“, die Verständlichkeit und die Plausibilität werden erst dann erreicht, wenn die wissenschaftliche Vorstellung völlig durchschaut worden ist.
Die große Anzahl von Untersuchungen zu Schülervorstellungen und ihre Änderung durch Unterricht hat klar erwiesen, dass sich Vorstellungen in aller Regel nicht einfach auslöschen lassen und nach dem Unterricht häufig alternative Vorstellungen und wissenschaftliche Vorstellungen koexistieren. Ein solches Auslöschen ist meistens auch gar nicht sinnvoll. Denn viele der Vorstellungen, die Schüler in den Unterricht mitbringen, sind nicht schlicht „falsch“, sondern sie haben sich bislang in Alltagssituationen bestens bewährt.
Im Unterricht kann man einen Konzeptwechsel durch folgende Strategien erreichen:
- Metakognition und Selbstregulation[7]: Manche intuitiven Vorstellungen sind so stark im Denken verankert, dass es nicht möglich ist, diese durch wissenschaftliche Vorstellungen zu ersetzen. So wird zielgerichtetes Denken und Handeln im Alltag häufig angewendet und ist hier vollkommen angemessen (zum Beispiel, wenn man sagt: „Ich gehe zum Supermarkt, um etwas zu essen zu kaufen“), aber im wissenschaftlichen Kontext problematisch (zum Beispiel, wenn man sagt: „Der Gepard hat im Laufe der Evolution eine höhere Geschwindigkeit entwickelt, um mehr Beute zu fangen“). Daher bietet es sich hier an, den Schülern ihre intuitiven Vorstellungen metakognitiv bewusst zu machen und ihnen zu helfen, diese Vorstellungen abhängig vom Kontext zu nutzen, das heißt weiter im Alltagskontext zu nutzen, aber im naturwissenschaftlichen Unterricht diese zu unterdrücken. Die Bewusstmachung der Vorstellungen kann zum Beispiel durch eine kriteriengeleitete Selbsteinschätzung der eigenen intuitiven Vorstellungen geschehen. Zur Regulation der Vorstellung hat es sich als hilfreich erwiesen, den Schülern Wissen über verschiedene Kontexte und die Anforderungen dieser Kontexte zu vermitteln.[8]
- Ausklammerung: Um der Gefahr einer unangemessenen Assimilation wissenschaftlicher Begriffe an vorunterrichtliche Wissensstrukturen vorzubeugen, wird bei dieser Strategie das Vorwissen gezielt ausgeklammert und zwar in solchen Bereichen, wo Präkonzepte mit wissenschaftlichen ontologisch (vermeintlich) unvereinbar sind. Dadurch sollen die vorunterrichtlichen Konzepte „absterben“ und an deren Stelle das richtige Schulwissen treten. Zwar zeigen Slotta und Chi (2006) in einer Studie zu sog. Ontologie-Trainingsgruppen, die positiven Auswirkungen, jedoch stehen dieser Strategie insbesondere die Erkenntnisse der Lehr- und Lernforschung entgegen sowie der Widerspruch zum konstruktivistischen Grundgedanken.
- Konfrontation: Auch hier liegt die Annahme zugrunde, dass gewisse wissenschaftliche Konzepte mit den entsprechenden vorwissenschaftlichen Begriffen der Schüler unvereinbar sind. Es werden die verschiedenen Vorstellungen gegenübergestellt und der Schüler somit in einen kognitiven Konflikt gebracht. Über diesen Konflikt soll der Schüler selbstständig die Unzulänglichkeit seiner Vorstellungen erkennen, was zu einer Begriffsveränderung bzw. -umdeutung führt. In dieser Strategie wird also der Aspekt der Akkommodation und Wissenssubstitution betont. Untersuchungen zeigen jedoch, dass das in der sinnlichen Alltagserfahrung fest verankerte Wissen nicht einfach ausgeklammert oder umstrukturiert werden kann, gerade in Fällen, wo die subjektive Wahrnehmung der (natur-)wissenschaftlichen Wirklichkeit entgegensteht (z. B. beharrten Schüler darauf, dass sich Holz- und Metallgegenstände unterschiedlich warm anfühlen, also eine verschiedene Temperatur aufweisen, obwohl sich diese in der gleichen Umgebung befanden und ihre gleiche Temperatur mit einem Thermometer bestätigt wurde.)
- Integration: Die Alltagserfahrung und Präkonzepte der Schüler werden nicht einfach ignoriert oder mit einem vermeintlich besseren Schulwissen konfrontiert, sondern der Lehrer ist dazu angehalten, die Vorstellungen der Schüler in den Unterricht zu integrieren. Verfolgt werden also der Aspekt der Assimilation und das Ziel der Wissensintegration. Dahinter steht die Erkenntnis, dass sich Wissensentwicklung auf verschiedenen Repräsentationsebenen abspielt und in Richtung der Integration dieser Ebenen verläuft. (Krist unterscheidet zumindest zwei Ebenen, eine perzeptiv-motorische und eine verbal-konzeptuelle. So zeigte er, dass bereits Kindergartenkinder ein differenziertes Wissen über Wurfbahnen verfügen, auf das sie in einem zielwurfähnlichen Kontext (Handlungsebene) zurückgreifen konnten, nicht aber in ihren expliziten Urteilen (Urteilsebene). Die Diskrepanz zwischen Handlungs- und Urteilsergebnissen wurde über die Altersgruppen hinweg schwächer, ohne jedoch bei den Erwachsenen völlig zu verschwinden.) Ein Patentrezept zur Förderung der Wissensintegration gibt es auch hier nicht, allerdings hat sich der Rückgriff auf Assoziationen und überbrückende Analogien als erfolgreich erwiesen. Dies zeigt eine Lehr-Lernstudie von Clement,[9] die Schülern das Newtonsche Konzept einer „passiven“ Kraft im Sinne des Wechselwirkungsprinzips nahebringen sollte. So übt beispielsweise aus physikalischer Sicht ein Tisch auf ein darauf liegendes Buch eine Kraft aus. Da dieses Schema in der Alltagswelt keine subjektive Plausibilität hat, wird auf das Schema der Federung zurückgegriffen: eine auf eine federnde Unterlage drückende Hand als physikalisches Analogon zur Situation eines auf dem Tisch ruhenden Buches. Mittels überbrückender Analogien wird die verankerte Vorstellung einer auf eine Feder drückende Hand über die vermittelnden Vorstellungen „Buch-auf-Schaumstoff“ und „Buch-auf-biegsamem-Brett“ mit der Zielsituation eines auf dem Tisch liegenden Buches in Verbindung gebracht. Einschränkungen, welche dem Versuch, den Lernenden zu integriertem Wissen zu verhelfen, im Wege stehen können, sind neben der Kapazität des Arbeitsgedächtnisses, dem (räumlichen) Vorstellungsvermögen und der Fähigkeit zum logischen Denken vor allem die Fähigkeit zum wissenschaftlichen Denken und die Metakognition. Wissenschaftlich zu denken bedeutet nicht nur, logisch zu denken, sondern auch klar zwischen Theorie und Evidenz zu unterscheiden. Gerade jüngere Kinder sind oft damit überfordert und müssen lernen, dass der bloße Augenschein nicht ausreicht, um eine Behauptung als wahr oder gültig zu akzeptieren.

Der Konzeptwechsel ist mit dem Aufwand von sehr viel Zeit und Geduld verbunden. Fraglich ist, ob man mit den vorhandenen Klassengrößen, vorgegebenen Lehrplänen (die zeitlich bearbeitet sein müssen) und anderen Hindernissen die individuellen Vorstellungen der Schüler kennen und in die Aktivitäten des Unterrichts einbeziehen kann. Schließlich gibt es nach Fuest/Kruse so viele eigene und unvorhersehbare Lernwege, wie es Lernende gibt.
Die Aufgabe des Lehrers ist es, die Schülervorstellungen zu erfassen und den Unterricht auf sie abzustimmen, damit dem Lerner der Weg zu einem wissenschaftlichen Blick geebnet wird. Es hat sich allerdings gezeigt, dass Lehrkräfte Schülervorstellungen nur unzureichend diagnostizieren können. Zudem gehen sie häufig nicht auf die Schülervorstellungen ein, sondern erklären nur die fachlichen Konzepte oder stimmen alternativen Schülervorstellungen sogar zu. Nur etwa die Hälfte der Reaktionen auf im Unterricht geäußerte Schülervorstellungen sind aus fachdidaktischer Sicht angemessen und dazu geeignet, einen Konzeptwandel bei den Schülerinnen und Schülern anzuregen.

### Visualisierung von Präkonzepten
Um auf die individuellen Präkonzepte innerhalb einer Lerngruppe eingehen zu können, sind Methoden notwendig, welche die Präkonzepte sowohl für den Lehrer, als auch für den Lerner bewusst werden lassen.
Hierfür eignet sich prinzipiell eine Hypothesenbildungsphase wie sie im Rahmen des Forschend-entwickelnden Unterrichts angewendet wird. Leider wird hierbei nur ein Teil der Präkonzepte einer Lerngruppe transparent.
Eine Umfassende Evaluation der Präkonzepte kann durch die Anwendung von Concept-Maps erreicht werden, die von jedem Lerner individuell angefertigt und dann im Plenum verglichen werden, um somit die Summe aller möglichen Hypothesen der Lerngruppen abzubilden.

## Beispiele für Präkonzepte

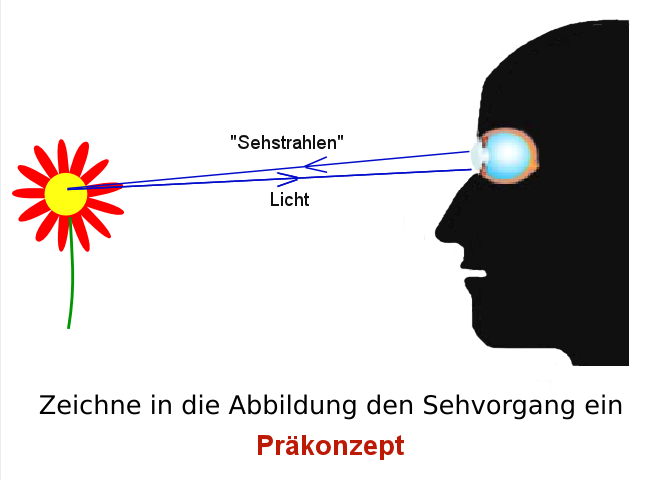

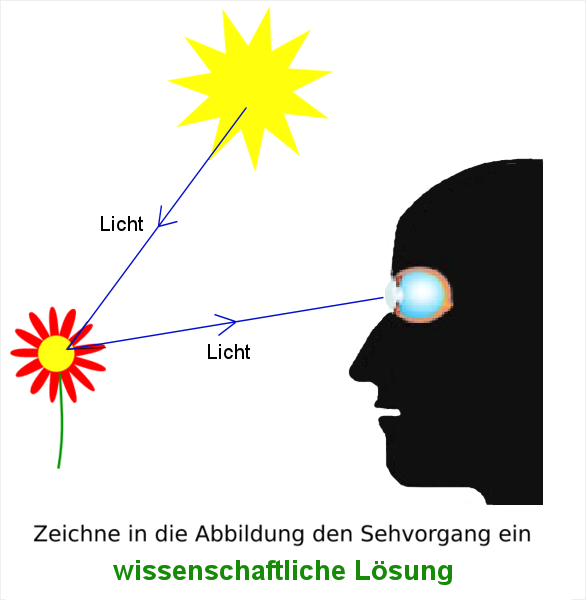

Ein typisches Beispiel für Präkonzepte von Kindern im Bereich der Optik sind „Sehstrahlen“. Gibt man Kindern eine schematische Abbildung mit einem Kopf inkl. Auge und einer davor befindlichen Blume in die Hand und fordert sie auf den Sehvorgang einzuzeichnen, dann wird ein gewisser Anteil der Kinder einen Strahl malen, der vom Auge weg zur Blume führt und von dieser wiederum ins Auge reflektiert wird. Der vom Auge wegführende Strahl (Sehstrahl oder Blick) entspricht dem Konzept des Kindes, dass beim Sehvorgang vermeintlich „etwas vom Auge ausgehen muss“.
Ein typisches chemisches Präkonzept ist bspw. die Vorstellung, dass eine chemische Reaktion Materie vernichten und verschwinden lassen könnte.
- Kerzen, Spiritus oder Benzin ver-brennen vollständig,
- Feuer ver-nichtet Gegenstände,
- Kohle ver-glüht fast vollständig,
- Wasser / Aceton ver-dunstet und existiert dann nicht mehr,
- Metalle werden durch Säuren zersetzt und verschwinden für immer oder
- Fettflecken werden ent-fernt und das Fett verschwindet.

Oft liegen diese Fehlvorstellungen daran, dass die Produkte in den o. g. Fällen für die Lernenden bzw. für das Kind nicht unmittelbar erkennbar sind und das Edukt einfach „verschwunden“ ist. Ein weiteres typisches chemisches Präkonzept ist, dass Energie als Materie mit Stoffeigenschaften (Energie entsteht und verflüchtigt sich) betrachtet wird. Diese fehlerhaften Präkonzepte behindern das Verstehen chemischer Inhalte.
Beispiele für Präkonzepte in der Physik, speziell Mechanik:
- „Beschleunigung heißt schneller werden“: Schüler beachten selten negative Beschleunigungen (≡ abbremsen) bzw. beachten nicht die vektorielle Eigenschaft (Richtung der Geschwindigkeit)
- „Beschleunigung ist so ähnlich wie Geschwindigkeit“: Schüler vermischen oftmals diese Begriffe oder setzen sie sogar gleich.
- „Ohne Kraft keine Bewegung“: Nach diesem Präkonzept wird eine Bewegung nur durch eine anhaltende Krafteinwirkung aufrechterhalten. Umgekehrt wird auch aus der bloßen Bewegung geschlossen, dass eine Kraft wirken müsse.
- „Eingeprägte Bewegungsrichtungen bleiben erhalten, bis Kraft aufgebraucht ist“: Hat ein Körper sich an eine bewegende Kraft ‚gewöhnt’, so behält er gemäß diesem Präkonzept noch eine Zeitlang die gewohnte Bewegung bei, bis diese Kraft ‚aufgebraucht’ ist.
- „Kraft als Stärke“: z. B. Wirkung von Passivität (Widerstand), Kraft als Potenz (Muskelkraft), Kraft als Energie beim Kraftstoß.
- „Kraft ruft Bewegung hervor“: Schüler vermuten: je größer die Kraft ist, desto schneller ist eine Bewegung.
- „Kräfte können sich aufheben“: Schüler verstehen eine Situation des Kräftegleichgewichts in dem Sinne, dass die Kräfte verschwinden.
- „Reibungskraft wird kleiner“: Schüler vermuten im Verlauf einer Bewegung ein Abnehmen der Reibungskraft.
- „Gegenkräfte sind immer sichtbar und wirken am selben Körper“: Schüler setzen die Gegenkraft am betrachteten Körper an und nicht am Wechselwirkungspartner (z. B. richtig: Auto fährt mit konstanter Geschwindigkeit – Kraft wirkt nach vorne, doch die Gegenkraft ist im Betrag gleich und wirkt entgegengesetzt an der Straße).

Weitere Präkonzepte der Mechanik und Beispiele von bestimmten Schülervorstellungen in den Literaturangaben.
Typische Präkonzepte von Lernenden in der Biologie, hier zum evolutionsbiologischen Aspekt der Anpassung, sind u. a.
- keine Differenzierung zwischen Populations- und Individualebene, keine Beachtung der Variation zwischen Individuen einer Population/Art[15][16]
- unausgereiftes Zeitverständnis von Anpassung
- bei erlebbaren Aspekten von Anpassung (wie Tarnung) werden höhere wissenschaftliche Verständnisstufen erreicht als bei nicht erlebbaren Aspekten (wie Mutation)
- fehlende Übertragung von Anpassung auf die Ebene der Phylogenese
- ontogenetische Denkfigur (z. B. der Vorfahre der Menschen war alt und grau)
- Anpassung als abgeschlossener Prozess
- Ziel- und Zweckgerichtetheit von Anpassung[17][18]
  - Geradlinigkeit mit Höherentwicklung (z. B. die Tiere werden immer besser angepasst)
  - finale Denkfigur (z. B. der längere Hals der Giraffen dient dazu, um besser an die hohen Bäume zu kommen)
  - Existenz- und Überlebenssicherung (z. B. die Tiere müssen sich weiterentwickeln, weil sie sonst aussterben)
  - phänomenologische Denkfigur (z. B. die Anpassung ist einfach so passiert)
- Anpassung als aktiver Prozess:
  - lamarckistische Denkfigur (z. B. der Hals der Giraffe ist so lang, weil sie sich immer gestreckt hat, um an die Bäume zu kommen)
  - anthropomorphe Denkfigur (z. B. die Giraffe hat einen langen Hals, weil sie das möchte)[19][20]
- Anpassung durch fremdgesteuerte Einflüsse:
  - funktionale und vitalistische Denkfigur (z. B. die Natur hat das gemacht)
  - religiöse Denkfigur (z. B. Gott hat die Tiere erschaffen)

Präkonzepte sind zudem von multidimensionalen Bedingungen, wie sozialen Einflussfaktoren, abhängig und divergieren mit der sozialen Lage.